# Institute of Cetacean Research
Het Institute of Cetacean Research (Japans: 日本鯨類研究所, Nippon Geirui Kenkyūjo) (afkorting: ICR) is een Japanse organisatie die formeel gezien onderzoek doet naar walvissen. Het Institute of Cetacean Research is een door de overheid gesubsidieerde instantie. De organisatie heeft verschillende schepen die bij Antarctica onderzoek doen en jagen op walvissen.

## Geschiedenis
Het Institute of Cetacean Research is voortgekomen uit het Whale Research Institute toen het internationale verbod op de jacht van walvissen tot stand kwam in 1986. Het verbod was uitgevaardigd door het IWC en verbood de commerciële jacht op walvissen. Omdat walvisvlees een delicatesse is in Japan, besloot Japan om te gaan jagen op wetenschappelijke gronden. Hiervoor werd het Whale Research Institute omgedoopt in het Institute of Cetacean Research.

## Wetenschappelijke programma's
Het ICR voert verschillende wetenschappelijke programma's uit. Hiervoor doodt het ICR bijna 1000 walvissen per jaar.
Het ICR voert op dit moment 3 verschillende programma's uit.
Voor het onderzoek naar walvissen heeft het ICR een JARPA en JARPN-II vergunning van de Japanse overheid. Het ICR doodt walvissen om monsters te verzamelen. Met deze monsters doet het ICR onderzoek naar de biologische eigenschappen, de rol in het ecosysteem en de invloed van de opwarming van de Aarde op walvissen.
Naast lichamelijk onderzoek, voert het ICR ook onderzoek uit op de populatie, gedrag, dichtheid en verplaatsing van walvissen.
Als laatste voert het ICR ook sociaal-economisch onderzoek uit. Het ICR onderzoekt hierbij de relatie tussen mens en dier op gebieden als diëten, sociaal, economisch en cultureel gebied.

## Controverse

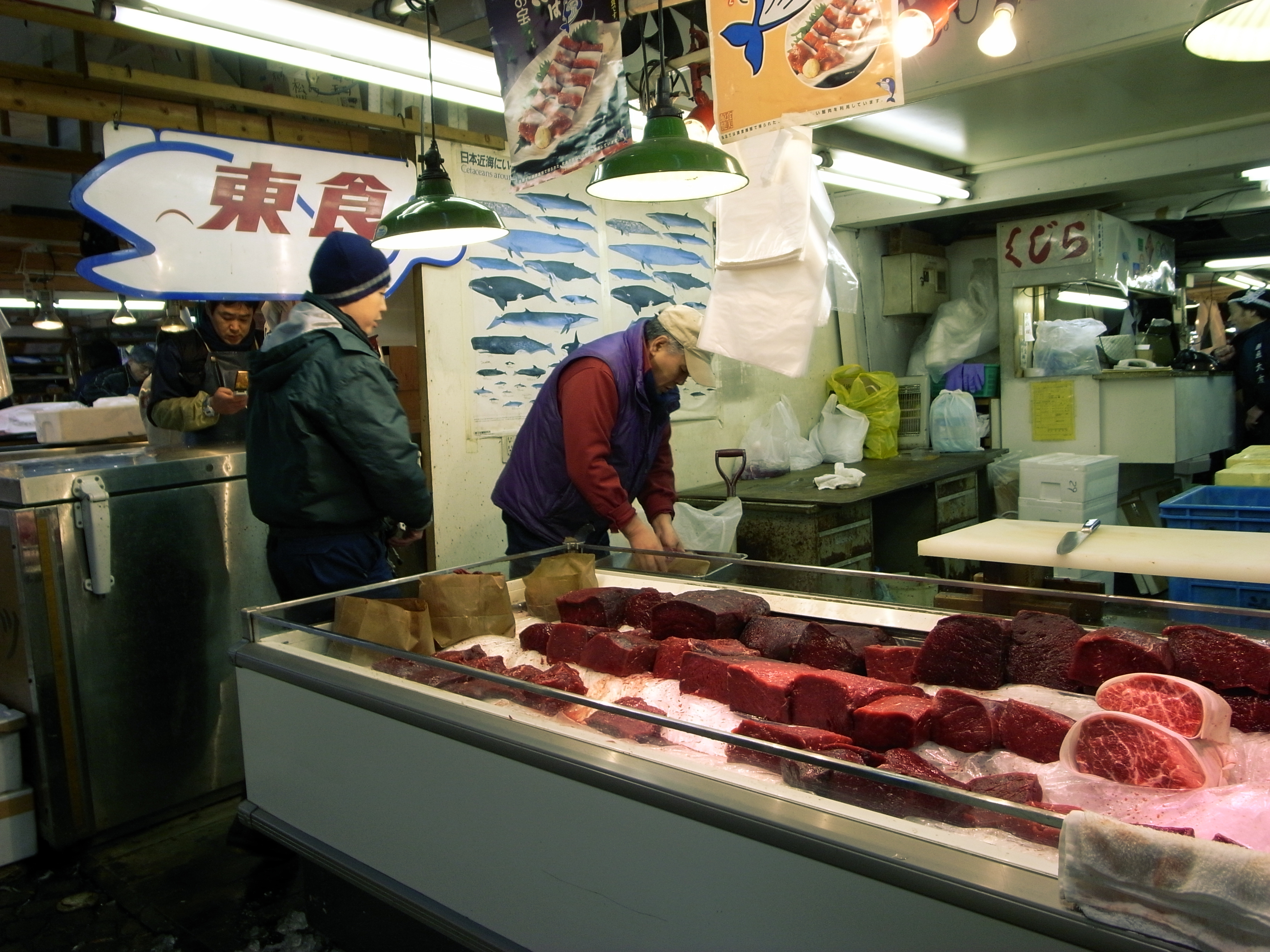
Walvisvlees op de vismarkt van Tsukiji in Tokio, Japan.

## Conflicten
Verschillende schepen van het ICR zijn betrokken geweest bij conflicten tussen het ICR en actiegroepen.
- Op 6 januari 2009 kwam de Steve Irwin in aanvaring met de Yushin Maru 2[7]. De Japanners veroordeelden de actie scherp en dienden een aanklacht in bij de vlagstaat: Nederland en bij de Australische autoriteiten. Bij terugkomst werd al het video-materieel in beslag genomen en werden 10 bemanningsleden als verdachten aangemerkt.
- Op 6 januari 2010 kwam de Ady Gil in aanvaring met de Japanse walvisvaarder Shonan Maru 2. De boeg van de Ady Gil brak af. Het schip was zwaar beschadigd, maar alle bemanningsleden werden gered.[8] Twee dagen later is de Ady Gil gezonken.
- op 6 februari 2010 werd de Bob Barker de nieuwste aanwinst van de Sea Shepherd geramd door de Yushin Maru 3, alle bemanningsleden zijn ongedeerd gebleven. maar net boven het wateroppervlakte is een gat van ongeveer 10 cm (4 inch) ontstaan. De Bob Barker is na deze aanvaring gewoon doorgegaan met het dwarsbomen van de walvisvaarders.